# Anòmer

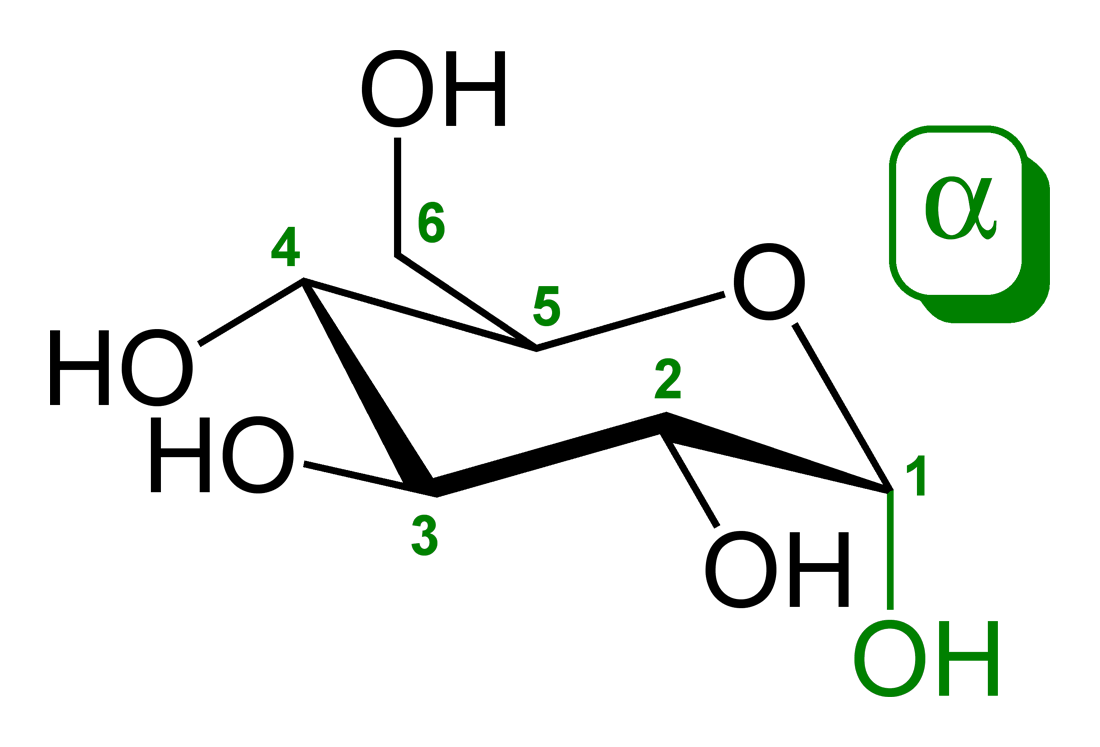
Anòmer α de la D-glucopiranosa, és a dir l'α-D-glucopiranosa

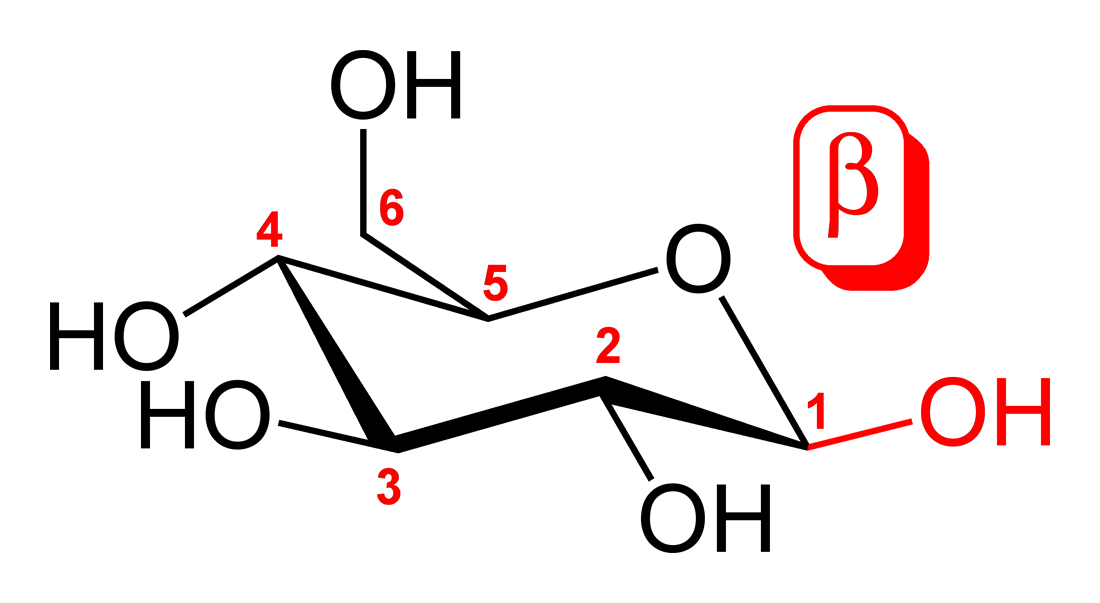
Anòmer β de la D-glucopiranosa, és a dir la β-D-glucopiranosa

Un anòmer és, a la química de carbohidrats, cada un dels isòmers que es poden formar segons les dues posicions possibles, α o β, del grup hidroxil (-OH) a la unió que tanca en forma cíclica els monosacàrids de cinc o més àtoms de carboni. L'anòmer α és la posició del grup hidroxil per sota del pla format pels carbonis mentre que, a la β, el grup hidroxil es troba per sobre dels carbonis. Segons el tipus d'isomeria α o β el glúcid resultant serà també α o β. El carboni al que està enllaçat el grup -OH, que pot estar per sota o per sobre del pla donant les respectives posicions α o β, s'anomena carboni anomèric. L'anomerització és la transformació d'un anòmer en un altre.

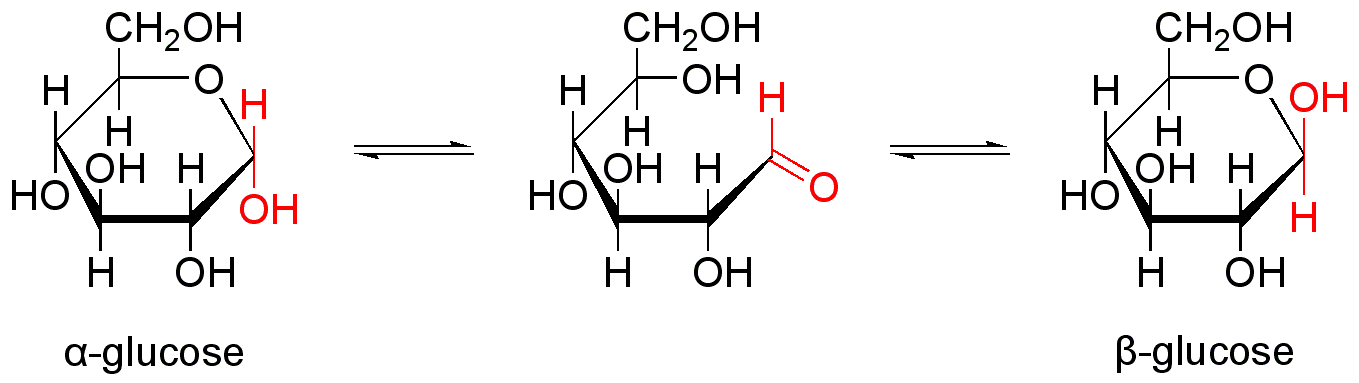
Anòmers alfa i beta de la glucosa. Al centre hi ha la molècula abans de prendre la seva forma cíclica, el grup -OH (marcat en negre) al fons se sent atret pel =O en vermell i finalment aconsegueix un enllaç simple amb el carboni de davant, que per poder enllaçar amb ell ha de substituir l'enllaç doble covalent del =O per un de simple. L'oxigen necessita llavors estabilitzar-se, de manera que s'enllaça amb un hidrogen. D'aquesta manera queda un oxigen, en negre als dos costats, unit a dos carbonis dins de l'estructura cíclica, i a la dreta un carboni, unit a l'oxigen i a un altre carboni però també als grups que apareixen en vermell, un hidrogen (-H) i un grup hidroxílic (-OH). L'anòmer α de la glucosa és l'opció on l'alcohol ha quedat a sota, mentres que la β és l'isòmer amb l'alcohol a sobre. El carboni enllaçat, a dreta i esquerra, amb els grups en vermell, és l'anomenat carboni anomèric.

Els angles d'unió dels carbonis dels extrems dels monosacàrids de més de cinc carbonis afavoreixen un enroscament de les molècules en principi lineals, a les quals la funció aldehid (O=CR-OH, on R és la resta de la molècula, i de fet R-CHO₂) de les aldoses al primer carboni queda situada molt propera a l'hidroxil (-OH, o de fet, R-COH) del carboni 5, de manera que es forma una unió del =O de l'aldehid del carboni 1 amb el -OH del carboni 5, que com a conseqüència provoca la ruptura del doble enllaç = de l'oxigen.
En el cas de les cetoses ocorre el mateix, però amb els carbonis 2 i 5 en lloc dels 1 i 5.